# El Retiro (La Rioja)
El Retiro es una pequeña localidad del departamento San Blas de los Sauces, provincia de La Rioja, Argentina. 
Es una de las localidades más cercanas al límite con la provincia de Catamarca y al igual que la pequeña población de Las Pirguas se encuentra al norte de la ruta nacional 60, que constituye su única vía de acceso. 
Según una investigación realizada por jóvenes alumnos del departamento, el nombre El Retiro hace referencia al emplazamiento lejano y aislado de la localidad.
El paisaje y las características de la región presentan diferencias con el resto de las localidades del departamento San Blas de los Sauces, caracterizadas por la presencia de quebradas y abundante recurso hídrico en todas las estaciones.
La población es de tipo rural disperso, por lo cual no existen registros de su evolución, como unidad independiente.
En la localidad funciona una escuela pública rural de nivel inicial y primario.